# Archivo Histórico de la Ciudad de México
El Archivo Histórico de la Ciudad de México "Carlos de Sigüenza y Góngora" (AHCDMX) es un archivo especializado en la preservación, organización y difusión de documentación político-administrativa de carácter histórico de la Ciudad de México. Es dependiente de la Dirección General del Patrimonio Histórico,  Artístico y Cultural de la Ciudad de México perteneciente a la Secretaría de Cultura de la Ciudad de México. El patrimonio documental que conserva está conformado por seis fondos documentales, la colección especial Esperanza Iris y la Planoteca del AHCDMX. Estos grupos documentales en su conjunto corresponden a un periodo que abarca desde 1524 y hasta el año 2000. Cuenta además con una Red de Bibliotecas, especializada en Historia de la ciudad y urbanismo. El AHCDMX se encuentra ubicado en el Palacio de los condes de Heras y Soto en el Centro Histórico de la Ciudad de México.

## Historia
El Palacio de los condes de Heras y Soto, considerado por investigadores como Manuel Toussaint como una singular joya arquitectónica, era para 1933 una bodega. En 1972 fue adquirido por el entonces Departamento del Distrito Federal y en 1980, como parte de la delimitación de la Zona de Monumentos Históricos del Centro Histórico de la Ciudad de México, fue restaurado y convertido en el Archivo Histórico de la Ciudad de México.
En 2008 recibió el nombre de Carlos de Sigüenza y Góngora, en honor al investigador y sabio que logró rescatar algunos documentos de este archivo tras el incendio del Palacio Virreinal —hoy Palacio Nacional— luego del Motín de 1692 en la Ciudad de México.
En 2012 la UNESCO, a través de su programa Memoria del Mundo otorgó al AHCDMX el registro al Fondo Ayuntamiento de la Ciudad de México, el cual comprende un cuerpo documental de 6,270 expedientes.

## Acervo

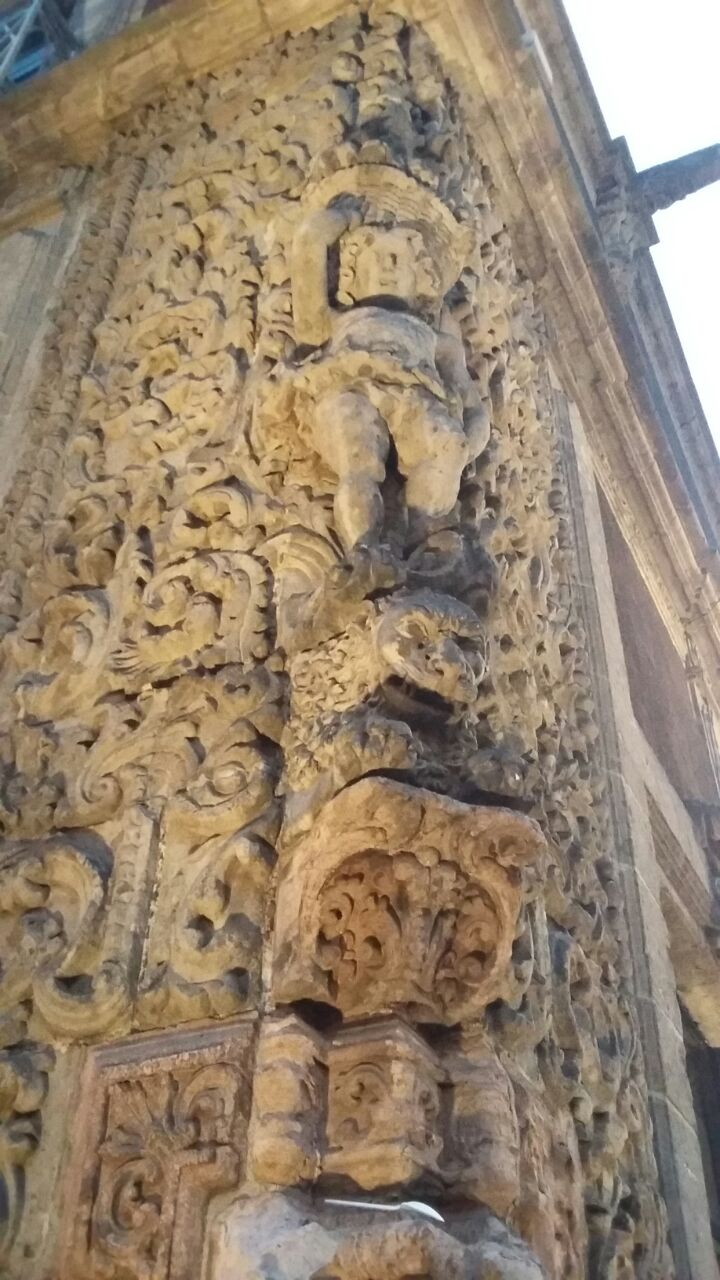
Esquina del Archivo Histórico de la Ciudad de México

La conformación del archivo inició en 1524, con el establecimiento del gobierno local de la nueva capital de la Nueva España. El primer inventario fue realizado en 1778 y en 1849 Lucas Alamán promovió la publicación de las actas de cabildo del ayuntamiento de México. El archivo se divide en distintos cuerpos documentales divididos en seis Fondos y una colección especiales:
Fondos
- Ayuntamiento de la Ciudad de México (1524-1824)
- Gobierno del Distrito Federal (1824-1928)
- Municipalidades y Prefecturas (1627-1928)
- Departamento del Distrito Federal (1928-2000)
- Cárceles y Penitenciaría (1900-1985)
- Planoteca (1778-1974)

Colección especial
- Esperanza Iris (1879-1975)

## = Referencias
1. ↑   https://www.cultura.cdmx.gob.mx/secretaria/estructura/115. Falta el |título= (ayuda)
2. ↑  «Archivo Histórico de la Ciudad de México - Secretaría de Cultura de la CDMX». www.cultura.cdmx.gob.mx. Consultado el 17 de febrero de 2017.
3. 1 2 3  «Archivo Histórico de la Ciudad de México “Carlos de Sigüenza y Góngora”». Gobierno de la Ciudad de México. Archivado desde el original el 18 de febrero de 2017. Consultado el 17 de febrero de 2017.
4. ↑  «Archivo Histórico del Distrito Federal / Palacio de los Condes de Heras Soto | Sitios». www.guiadelcentrohistorico.mx. Consultado el 17 de febrero de 2017.
5. ↑  Núñez, Ricardo Prado (1 de enero de 1983). El palacio de Manrique y la Canoa: una casa mexicana del siglo XVIII. UNAM. ISBN 9789685805957. Consultado el 17 de febrero de 2017.
6. ↑  «Dan el nombre de Carlos de Sigüenza y Góngora al Archivo Histórico del DF - La Jornada». www.jornada.com.mx. Consultado el 22 de agosto de 2024.
7. ↑  Jiménez, Arturo (23 de agosto de 2008). «Dan el nombre de Carlos de Sigüenza y Góngora al Archivo Histórico del DF - La Jornada». www.jornada.unam.mx. Consultado el 17 de febrero de 2017.
8. ↑  «Fondo del Ayuntamiento de la Ciudad de México». UNESCO Archivo Histórico (en inglés). Consultado el 22 de agosto de 2024.

- Datos: Q30900869
- Multimedia: Archivo Histórico de la Ciudad de México, Carlos de Sigüenza y Góngora / Q30900869